# Kvalifikovaná většina
Kvalifikovanou většinou se označuje shoda části větší než prostá většina, případně větší než absolutní většina. V českém ústavním řádu se tak označuje shoda nejméně 60 %, tedy alespoň tří pětin, všech zvolených poslanců a senátorů Parlamentu České republiky.
Tato většina je v České republice (podle platných ústavních norem) nutná při přijímání nejdůležitějších právních předpisů, kde nestačí pouhá nadpoloviční většina všech hlasů, respektive mandátů. Kvalifikovaná většina se užívá zejména při přijímání ústavy, změnách ústavy, přijímání nových ústavních zákonů apod. V praxi to pak znamená, že v Poslanecké sněmovně Parlamentu ČR je třeba 60 procent z 200 hlasů, tedy nejméně 120 poslaneckých mandátů, a v Senátu Parlamentu ČR 60 procent z přítomných senátorů, aby bylo možno vytvářet či měnit ústavní zákony, přičemž obě komory jsou způsobilé se usnášet za přítomnosti alespoň jedné třetiny svých členů.

## Kvalifikované většiny v jiných institucích
V Evropské komisi se vyžaduje jednomyslná shoda nebo třípětinová většina ze všech ministrů, v Radě bezpečnosti OSN 15 ze 27 (více než tři pětiny), v americkém Senátu je třípětinová většina třeba, aby se ukončila debata o návrhu, který chce menšina blokovat obstrukčním řečněním (filibusteringem). Pro přehlasování prezidentova veta a pro změnu ústavy je třeba dvoutřetinová většina v obou komorách Kongresu, změnu ústavy musí mimo to schválit tři čtvrtiny státních parlamentů.
V Německu se dvoutřetinová většina vyžaduje pro změnu ústavy a pro vyjádření nedůvěry vládě (kancléři). V Rakousku pro změny ústavy, pro odvolání prezidenta a v případech, kdy spolkový sněm zasahuje do kompetence zemí.
Ještě dokonalejší pravidla pro ochranu menšiny a menších zemí vůbec před přehlasováním obsahuje návrh Lisabonské smlouvy.